# Wendlandia angustifolia
Wendlandia angustifolia là một loài thực vật thuộc họ Rubiaceae. Đây là loài đặc hữu của Ấn Độ. Nó đã tuyệt chủng do mất môi trường sống.